# Luddstarr
Luddstarr (Carex tomentosa) är en gräslik växtart inom familjen halvgräs. Luddstarr är ganska vanligt förekommande på Öland och Gotland. Växten har platta, blågröna blad. Dess axfjäll är cirka 2 millimeter och spetsiga.